# (178) Belisana
(178) Belisana – planetoida z grupy pasa głównego asteroid okrążająca Słońce w ciągu 3 lat i 314 dni w średniej odległości 2,46 j.a. Została odkryta 6 listopada 1877 roku w Austrian Naval Observatory (Pula, półwysep Istria) przez Johanna Palisę. Nazwa planetoidy pochodzi od Belisany, celtyckiej bogini.